# SWEET 7DAYS
『SWEET 7DAYS』（スウィート・セブンデイズ）は、田村直美の17枚目のシングル。

## 作品概要
TBS系ドラマ「熱中家族」主題歌。次回作の「extra flesh」も愛の劇場関連主題歌である。

## 収録曲
1. SWEET 7DAYS
作詞：田村直美　作曲：田村直美・石川寛門　編曲：月光恵亮・鷹羽仁
2. 僕であるために
作詞：田村直美　作曲：田村直美・石川寛門　編曲：月光恵亮・鷹羽仁
3. SWEET 7DAYS (inst.)

## 収録アルバム
- Grace（#2のみ、1997年11月27日）
- ツキノカガヤキ ホシノマタタキ（#1のみ、1999年7月28日）